# DysEnchanted
DysEnchanted är en amerikansk kortfilm från 2004 i regi av Terri Miller, med Laura Kightlinger, Sarah Wynter, Alexis Bledel och Jaime Bergman i rollerna. Filmen är inspelad i Culver City, Kalifornien och hade premiär i USA den 18 januari 2004.

## Handling
Sju sagohjältinnor (Guldlock, Askungen, Törnrosa, Dorothy, Alice i underlandet, Rödluvan och Snövit) möts hos en terapeut för att diskutera sina problem i gruppterapi. Med finns också den ensamstående mamman Clara, som inte riktigt tycker hon passar in i sällskapet, hon har slutat tro på lyckliga slut. Hjältinnorna uppmuntrar henne, och säger att alla kvinnor är hjältinnor i sina egna liv.

## Rollista
- Laura Kightlinger - Askungen
- Sarah Wynter - Törnrosa
- Alexis Bledel - Guldlock
- Jaime Bergman - Alice
- K.D. Aubert - Rödluvan
- Shiva Rose McDermott - Snövit
- Amy Pietz - Clara
- Jill Small - Dorothy
- James Belushi - Psykologen

## Utmärkelser
- 2004 - Nantucket Film Festival - Screenwriting Award Kortfilm till Terri Miller